# Escut de Sant Antoni de Vilamajor
L'escut oficial de Sant Antoni de Vilamajor té el següent blasonament:
Escut caironat: 1r. d'argent, una creu de sant Antoni patent i concavada de gules carregada d'una campaneta d'or sobre el peu; 2n. d'argent, una creu plena de gules; 3r. d'or, 4 pals de gules. Per timbre una corona mural de poble.

## Història
Va ser aprovat el 31 de gener del 1983 i publicat al DOGC el 2 de març del mateix any amb el número 308. Es va publicar una correcció d'errada al 
DOGC el 20 de maig del mateix any amb el número 330.
La creu de tau i la campana són els atributs de sant Antoni, patró de la localitat. Sant Antoni de Vilamajor fins a mitjan segle xix va pertànyer a Sant Pere de Vilamajor; com a integrant del gran municipi medieval de Vilamajor, ostentà el títol de "carrer de Barcelona", i per això l'escut reflecteix les armes de la capital catalana (la creu de Sant Jordi i els quatre pals reials).